# کانی مک سوم
کانی مک سوم (به انگلیسی: Connie Mack III) سناتور سابق عضو حزب جمهوری‌خواه ایالات متحده آمریکا بود. وی در سال ۱۹۸۹ تا ۲۰۰۱ میلادی سناتور ایالت فلوریدا در سنای ایالات متحده آمریکا بود.